# GSP Neptun
GSP Neptun— плавучий кран великої вантажопідйомності, який належить румунської компанії Grup Servicii Petroliere (GSP).

## Загальна інформація
Судно спорудили у 1998 році на південнокорейській верфі Busan Shipbuilding & Engineering. На ньому встановлене кранове обладнання вантажопідйомністю 1800 тонн з максимальною висотою підйому 72 метра. 
За архітектурно-конструктивним типом судно відноситься до понтонів, тому пересування до місця виконання робіт здійснюється на буксирі.
На борту можливе розміщення до 16 осіб.

## Служба судна
В 2010-му GSP Neptun залучили до облаштування газового родовища Акчакоча, розташованого у турецькому секторі Чорного моря. Кран спершу завантажив у Констанці на судно для перевезення негабаритних вантажів GSP Bigfoot 2 надбудову платформи (топсайд), після чого у морі провів операцію з її встановлення на опорну основу. Крім того, GSP Neptun змонтував на платформу бурову установку GSP-31, яку доправила все те ж GSP Bigfoot 2.
У 2013 – 2014 роках кран задіяли у будівництві вантового мосту через румунський канал Дунай – Чорне море. Зокрема, GSP Neptun доставив до місця будівництва на стропах, а потім змонтував елемент вагою 586 тон та довжиною 58 метрів.

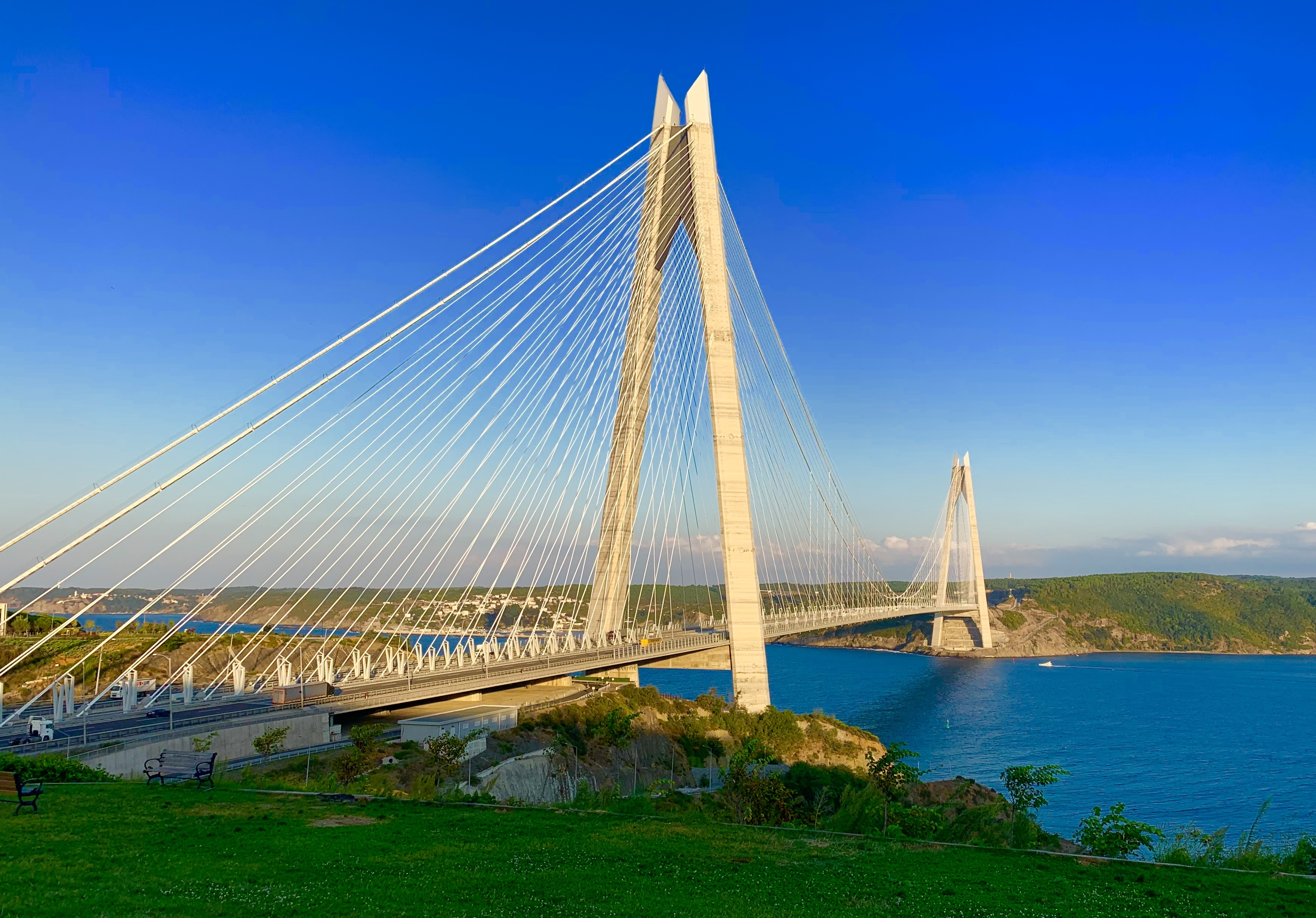
Міст Султана Селіма Явуза

Ще у грудні 2013-го GSP Neptun провів певні розвантажувальні операції в межах проекту спорудження у Стамбулі моста Султана Селіма Явуза (третій міст над Босфором). А з грудня 2014-го кран узявся за монтаж основних елементів, вага яких коливалась від 450 до 900 тон.
В лютому 2020-го GSP Neptun відграв вирішальну роль у підйомі судна Queen Hind, яке затонуло в гавані Мідія (Констанца).
У березні 2021-го GSP Neptun провів встановлення опорної основи (джекету) платформи румунського газового родовища Ана. Він підняв цю конструкцію вагою 1300 тон та заввишки 101 метр з палуби судна для транспортування негабаритних вантажів GSP Bigfoot 2 та змонтував її при сприянні трубоукладального судна GSP Bigfoot 1 та судна забезпечення водолазних операцій GSP Falcon. У вересні 2021-го GSP Neptun на верфі у Констанці завантажив надбудову (топсайд) платформи Ана вагою 1350 тон на GSP Bigfoot 2, а потім у морі провів її встановлення на джекет за сприяння GSP Bigfoot 1.